# Rechtsantragstelle
Die Rechtsantragstelle ist in Deutschland eine Einrichtung des Gerichts zur Entgegennahme von Klagen, Anträgen oder sonstigen Erklärungen, die nach den Verfahrensordnungen zu Protokoll der Geschäftsstelle des Gerichts erklärt werden können. Die Möglichkeit der Protokollierung von Erklärungen zur Niederschrift der Geschäftsstelle ist für die Amtsgerichte in § 496 ZPO, für die Arbeitsgerichte in § 46 Abs. 2 S. 1 ArbGG, § 495, § 496 ZPO, für die Finanzgerichte in § 64 FGO, für die Sozialgerichte in § 90 SGG und für die Verwaltungsgerichte in § 81 VwGO vorgesehen.
Die Aufgaben der Rechtsantragstelle werden nach § 24 RPflG in aller Regel vom Rechtspfleger wahrgenommen. Die Tätigkeit der Rechtsantragstelle soll sicherstellen, dass das rechtliche Anliegen des Bürgers den in den  jeweiligen Prozessordnungen vorgesehenen Erfordernissen entsprechend abgefasst wird. Über die dazu erforderlichen Hinweise hinaus darf eine Rechtsberatung nicht stattfinden. 